# Замбоанга
Замбоа́нга (Замбоанга-Сити, Zamboanga) — город на Филиппинах, на острове Минданао в регионе Полуостров Замбоанга. Это — третий из «дипломированных» городов на Филиппинах, то есть попадает в разряд крупных городов. Статус «дипломированного» городу присвоен в 1936 г. Это также самостоятельный, не входящий в другие провинции город, равноценный отдельной провинции (см. Административное деление Филиппин), граничит с соседней провинцией — Замбоанга-Сибугей. Площадь — 1483 км². Население — 774 407 жителей. Город был основан в 1635 году испанцами, как крепость для обороны против набегов со стороны народов моро.

## Физико-географическая характеристика
Замбоанга находится на южной оконечности одноименного полуострова. Её отделяет 460 морских миль от Манилы, 365 миль — от города Кота-Кинабалу в Малайзии, и 345 миль — от Менадо в Индонезии. Дистанция в 372 морских мили отделяют Замбоангу от города Себу, и 340 миль — от города Давао. Территорию города омывает море Сулу на западе, море Сулавеси и пролив Басилан — на юге, залив Моро — на востоке.
К территории города примыкают несколько мелких островков, из которых наиболее известен Грэйт-Санта-Крус. Он служит местом отдыха, расположен в получасе езды на катере от города, и славится пляжами с «розовым песком». Этот песок образован коралловой крошкой красноватого или розового цвета.

## Климат
Замбоанга находится вне зоны действия тайфунов. С марта по май — жарко и сухо. Температура достигает 22 °С. С июня по октябрь идут дожди. Рекордные температуры — 38,7 °С, 15 августа 1999 г., самая низкая — 15 °С, 27 февраля 1965 г.

## История
В начале XIII века город носил название Хамбанган, в переводе — «город цветов». Первоначально сюда мигрировали разные этнические группы малайцев с островов Сулу, субаноны, таусуги, яканы и прочие, предки которых, в свою очередь, пришли с полуострова Малакка. В XV веке регион Сулу и Минданао подвергся исламизации. Город вошёл в состав султаната Сулу. Испанцы, появившиеся здесь в 1596 году, вынуждены были сперва бороться с моро («маврами»), то есть местными мусульманами, населявшими район Котабато. В этот район, в 1635 году, в период правления генерал-губернатора Филиппин Хуана Сересы де Саламанка, были посланы 300 солдат, новоиспанцев из Мехико, в сопровождении 1000 себуанцев. Командовал отрядом капитан Хуан де Чавес. В самой южной части острова, на берегу залива Басилан, была заложена крепость Сан-Хосе, для контроля мусульманских пиратов. Это и был факт основания города Замбоанга.
В следующем, 1636 году, испанцы уже одержали победу над пиратами-тагальцами, и взяли существенную добычу, сокровища и рабов. Позже, с 1718 года, город остался без гарнизона, но содержался, как колония. Здесь начали активно действовать миссионеры-иезуиты. Тогда же губернатор Манилы дон Фернандо де Бустило Бустаманте и Руэда решил вновь разместить в городе войска, снести старую крепость и выстроить новую. В XVIII веке Замбоанга играла роль главной военно-морской базы испанцев в южной части Филиппин.
Во время борьбы испанцев с американцами Замбоанга оставалась оплотом испанских войск, и они покинули её только в 1899 году. Американцы, установив своё владычество на Филиппинах, основали Провинцию Моро с центром в Замбоанге. В историю вошел генерал Джон Першинг, по прозвищу «Блэк Джэк», репрессировавший местных сопротивленцев.

## Население
Город имеет такие эпитеты, как «Прекрасная Замбоанга» и «Латинский город Азии». Самым древним его населением были этнические малайцы, переселившиеся с континента. Впоследствии большая часть их смешалась с испанскими колонистами, в составе современного населения преобладают метисы.
В быту здесь распространен креольский язык, чабакано (чавакано) де Замбоанга, или замбоангеньо, возникший на основе испанского. Язык имеет испанскую (кастильскую) лексику, но синтаксис и отдельные грамматические правила взяты из местных языков. Многие жители говорят также по-испански и по-английски.

### Динамика роста населения Замбоанги

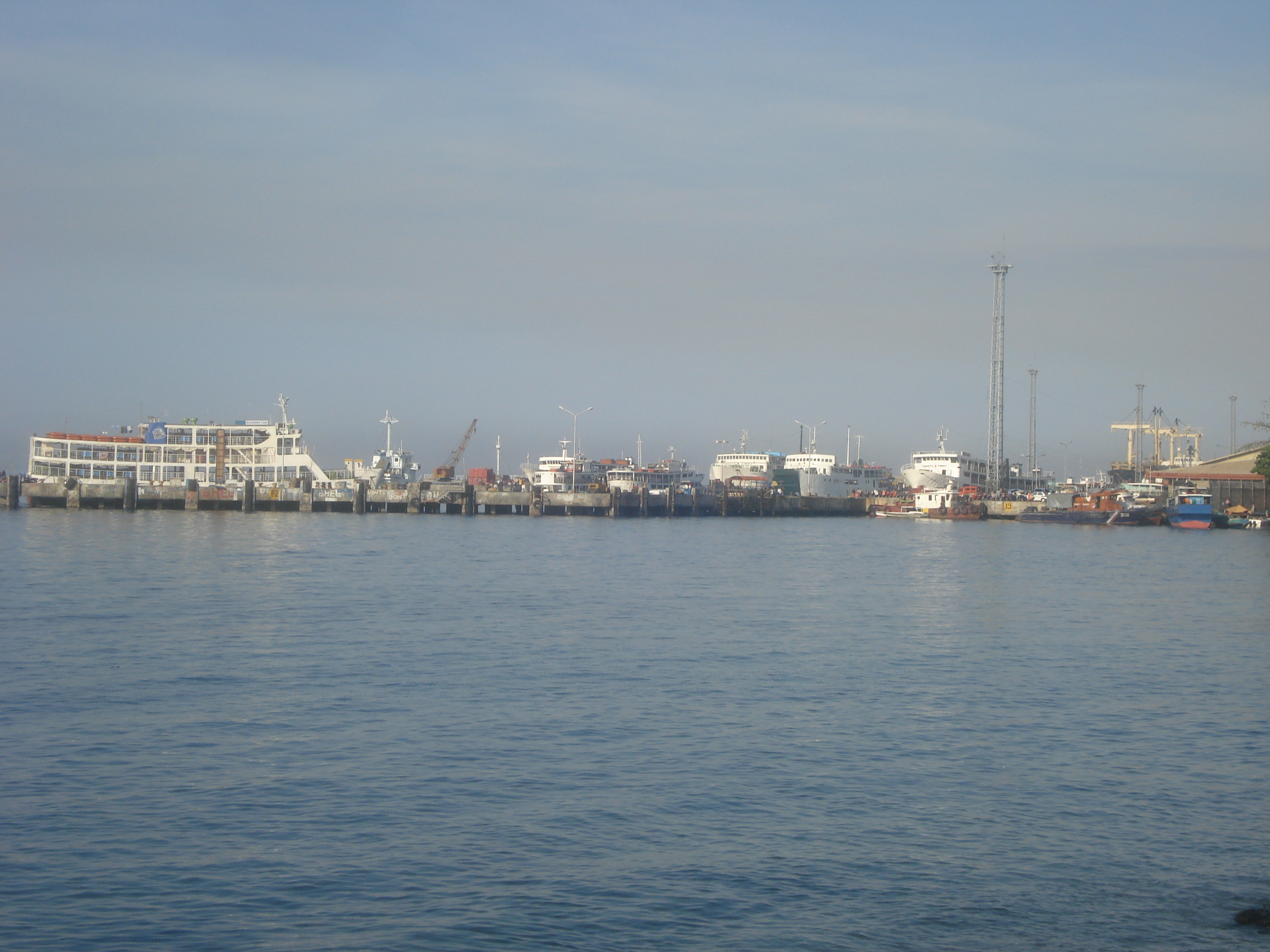
Международный морской порт в Замбоанге.

| год  | число (чел.) | прирост |
| ---- | ------------ | ------- |
| 1898 | 19 844       |         |
| 1903 | 20 690       | 4,3 %   |
| 1918 | 42 007       | 103,0 % |
| 1939 | 73 894       | 75,9 %  |
| 1948 | 103 317      | 39,8 %  |
| 1960 | 131 489      | 27,3 %  |
| 1970 | 199 901      | 52,0 %  |
| 1975 | 265 023      | 32,6 %  |
| 1980 | 343 722      | 29,7 %  |
| 1990 | 442 345      | 28,7 %  |
| 1995 | 511 139      | 15,6 %  |
| 2000 | 601 794      | 17,7 %  |
| 2007 | 774 407      | 28,7 %  |
| 2010 | 843 201      | 8,9 %   |

## Экономика
Экономика направлена главным образом на переработку сельскохозяйственных продуктов и рыболовство. В этих отраслях занято 70 % населения.
Около берегов Замбоанги произрастает один из видов морских водорослей, Eucheuma Cottonii, который используется в разных отраслях хозяйства, как сырье. Поэтому в коммерческих целях его выращивают искусственно.
Большое место в хозяйстве города занимает лов сардин. Сардины экспортируются в другие регионы Филиппин и в страны Европы, Ближнего и Дальнего Востока, в США. На 8 консервных фабриках работает около 15 000 рабочих. В день производится около 1000 тонн консервов.
В Замбоанге производится также каучук, копра, абака, фрукты, выращивается жемчуг, представлена переработка древесины ценных тропических пород деревьев.

## Образование
Образование в Замбоанге построено по американскому образцу. В сфере образования ведущий язык — английский. Школы подразделяются на публичные и частные. Занятия начинаются в июне и заканчиваются в марте. Некоторые колледжи имеют два семестра — в июне-октябре первый, и в ноябре-марте — второй.
В городе представлены учебные заведения пяти уровней, дошкольные, начальные школы (6 лет обучения), средние школы (4 года), и далее следуют колледжи и университеты. В высших учебных заведениях учиться нужно от 4 до 8 лет(как например, в медицинских и юридических).
В Замбоанге имеется три важных университета: Атенео де Замбоанга, университет Западного Минданао, университет Замбоанги.

## Достопримечательности
- Бульвар Кава-Кава — парк возле моря, удобный для прогулок и занятий бегом, место, оживленное с утра и до вечера.
- Форт Пилар — основан в 1635 г., первоначально назывался Королевской крепостью Сан-Хосе. В настоящее время здесь размещен Национальный музей.
- Остров Санта-Крус — известен своими пляжами с розовым песком.
- Два крупных пляжа — Болонг (Виста дель Мар) и пляж на о. Гранде де Санта Крус.
- Площадь Рисаля, главная площадь города, где находится администрация города (Ayuntamiento).
- Парк Абонг-Абонг
- Национальный Музей города Замбоанги — располагается в Форте Пилар, который был объявлен национальным памятником культуры в 1973 г.
- Морской бульвар — обращенный к морю бульвар с аллеей, служит как место прогулок.
- Парк Пасонанка — парк этот пересекает живописный водный канал, окруженный богатой растительностью, цветущими растениями, здесь произрастает 600 видов редких орхидей. Парк основан в правление губернатора Минданао, Джона Першинга, в 1912 г. Для создания парка были приглашены американские специалисты по садово-парковому дизайну.
- Малые Казармы — место размещения американских военнослужащих с 1899 г. и в последующие годы. Теперь — мемориал.
- Площадь Першинга — названа в честь Джона Джозефа Першинга по прозвищу «Блэк Джек»(1860—1948), подавившего мятеж мусульманских повстанцев.
- Сад Марии-Клары Лобрегат — назван в честь М. К. Лобрегат, бывшей мэром города. В саду изобилие экзотических видов растительности, розы, орхидеи, и прочее. И, кроме этого, здесь водятся и охраняются редкие виды тропических бабочек, яркой окраски, и некоторые виды птиц, попугаи, индюки, орлы и другие.
- Современный Кафедральный Собор Непорочного зачатия — новое здание, построенное на месте основанного в 1810 г. прихода, сейчас — главная резиденция архиепископа Замбоанги, в прошлом — епископа. Новое здание построено в 1998—2001 гг.
- Церковь Св. Игнатия Лойолы.
- Мечеть Талугсангай.
- Водопад Серенити.

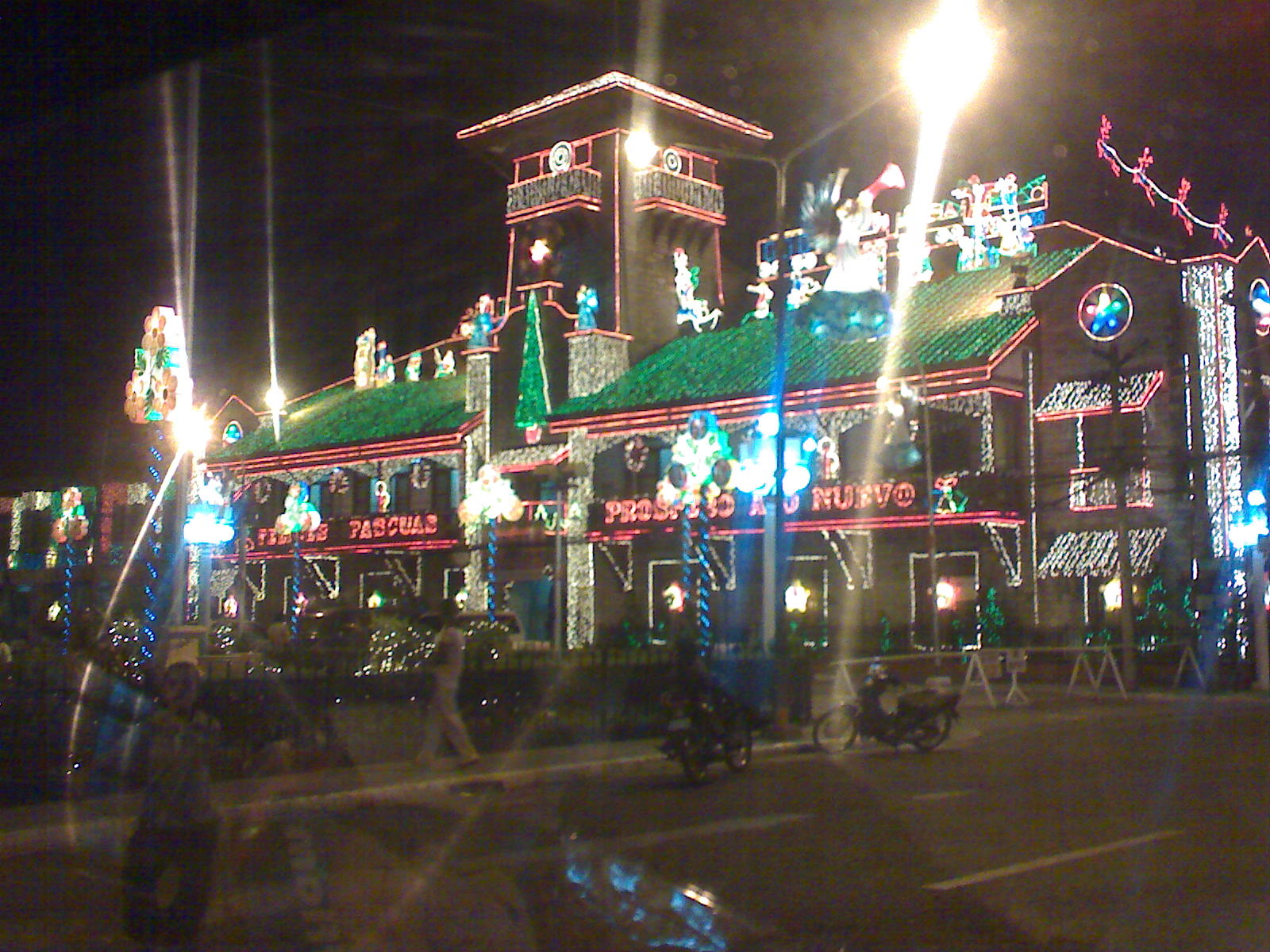
Замбоанга-Сити-холл во время празднования Рождества.

- Яканский ткацкий центр — расположенный в общине народности яканов центр, где изготовляются ткани и национальная одежда.
- Публичный зал государственного университета Западного Минданао также является музеем.

## Культура
В Замбоанге соединились несколько национальных культур.
Традиции каждого из народов, селившихся здесь, выражены прежде всего в праздниках. На протяжении последних 500 лет сильно сказывалось влияние малайцев и испанцев.
Местная кухня, например, в основе своей — вариант испанской, но с примесью местных элементов. Блюда по происхождению испанские, какие можно встретить и в маленьких старинных испанских городах. Однако, используются и местные продукты, тропического происхождения.
Основной праздник — День Замбоанги, 26 февраля, это годовщина присвоения городу статуса «дипломированного» в 1937 г. День нерабочий. Другие праздники носят, как правило, религиозный характер. Это Пасха, Святая Неделя, Фестиваль Эрмоса, День майских цветов и другие. В эти дни проводятся торжественные процессии, возложение цветов на алтари храмов и другие подобные церемонии.

## Города-побратимы
- Багио (Филиппины)
- Сандакан (Малайзия)
- Диполог (Филиппины)
- Дагупан[англ.] (Филиппины)
- Сорсогон[англ.] (Филиппины)
- Сарагоса (Испания)
- Тресе-Мартирес[англ.] (Филиппины)
- Бандунг (Индонезия)
- Дапитан[англ.] (Филиппины)
- Кота-Кинабалу (Малайзия)
- Бенкулу (Индонезия)
- Исабела (Филиппины)
- Илаган (Филиппины)
- Манадо (Индонезия)